# Іраклій (співімператор)
Іраклій (д/н — після 681) — співімператор Візантійської імперії в 659—681 роках.

## Життєпис
Походив з династії Іраклія. Другий син Константа II, візантійського імператора, та Фаусти (доньки патрикія Валентина). У 659 році разом з молодшим братом Тиберієм стає співімператором свого батька та брата Костянтина IV. У 663 році Констант II мав намір відправити Іраклія та Тиберія до Сиракуз з метою посилення керованості державою, але відкинув цю ідею через повстання в Константинополі.
У 668 році після смерті батька брат Костянтин IV стає старшим імператором. З цього часу починається протистояння між братами. Костянтин IV намагався позбавити Іраклія та Тиберія титулу, але це викликало військове повстання у фемі Анатолік. Заколотники підійшли до Константинополя, вимагаючи, щоб брати правили, наче Свята Трійця. Тому Іраклій з братом зберіг титул співімператора. Але як тільки загроза для трону для Костянтина IV вщухла, він схопив і стратив заколотників.
Втім поступово Іраклій та Тиберій опинилися під щільним наглядом з боку брата. Протистояння між прихильниками братів тривало протягом 670-х років. Разом з тим влада та можливості Іраклія були суттєво обмежені. У 681 році Костянтин IV, скориставшись рішеннями Шостого Вселенського собору (засудив монофелітів) наказав схопити Іраклія і Тиберія, яких звинувачено у монофелітізмі та змові проти старшого імператора, позбавити їх титулу та відрізати носи, щоб вони не мали права претендувати на імператорський трон. Подальша доля Іраклія невідома.